# Наравански напоителен канал
Нараванският канал (на арабски: قناة النهروان) е нефункционираща част от голяма аграрно-напоителна система, съществувала през Сасанидския и Ранния ислямски период в Централен Ирак.
Изграден е по протежение на източния бряг на Тигър и долното течение на река Дияла. Каналът е създаден през VI век и достига своя връх като стопанско съоръжение при Абасидския халифат, когато служи като основен водопровод за столицата Багдад и напоява околоградската житница. Разрушаването и изоставянето му започва от средата на Х век и е показателно за упадъка на Абасидския халифат.

## История
Първите напоителни съоръжения по поречието на река Дияла са прокарани по време на Партското царство. Вероятно долното течение Нараванския напоителен канал първоначално е било долното течение на самата река Дияла. Мащабна канална система през ранното средновековие е създадена при царуването на сасанидския владетел Хосров I Ануширван (531-579), който го обособява като отделен административен район (Базиджан Хосров), вероятно със собствена монетарница.
В ранните ислямски времена възниква град Джиср ал-Нахраван, разположен в средния дял на канала близо до мястото на битката при Нахраван от 17 юли 658 между Али ибн Аби Талиб и хариджитите под предводителството на Абдала ибн Уахб. В началото на халифата, и особено при Абасидите, които правят близкия Багдад своя столица, иригационната мрежа е ремонтирана и разширена, като достига своя връх в началото на X век. Тогава регионът е разделен на три данъчни района – Горен, Среден и Долен Нараван.
Каналът е разбит през 937/8 по време на въстание, което застрашава Багдад и районът е нарочно наводнен. Това не спира въстаниците, но разрушава селското стопанство в региона. Хю Кенеди пише: „разрушаването на Нараванския канал е ярък пример за едни често явление по това време и символ на края на абасидската власт, както разрушението на Марибския язовир е края на просперитета на доислямска Южна Арабия“. Долен и Среден Нараван са напълно изоставени в продължение на почти 14 години, докато Буидите не възстановяват канала. Въпреки това, мрежата от канали продължава да намалява в следващите години. В края на 1140 селджукският владетел Бихруз опитва да го възстанови, но след раздор сред селджуките каналът отново е пренебрегнат и трасето му се използва само като пътища за войските.

## Трасе
През средновековието основният канал е разделен на три секции, подробно описани през XIII век от географа Якут ал-Хамави. Първоначалното захранващо звено започва от Тигър в Дур Ал-Aрабая около Самара, завършва в Дияла при Бакуба и се нарича Отрязъка на Хосров (al-katul al-Kisrawi). По-напред, към него се присъединяват три малки канала, също произхождащи от Тигър - Еврейския (Yahudi) , ал-Мамун, наречен в чест на халифа Ал-Мамун (813-833) и най-големият от трите - Висшия воин (Абу-л-Джунд), построен при Харун-ал-Рашид (786-809).
На около 20 км южно от притока на Абу-л-Джунд е построен град Салва (или Баб Салва), а малко по-нататък се намира Бакуба, столица на Горен Нараван, на около 50 км северно-североизточно от Багдад. От там главния канал, който днес е известен като Тамара, се обръща на юг към град Баджисра (първоначално Бейт ал-Джиср, „Дом при моста“) и достига Джиср ал-Нараван („Моста на Нараван“). При Баджисра се отделя самостоятелен канал, наречен Нахр ал-Халис, свързващ главния канал с Тигър при Барадан и снабдяващ източните предградия на Багдад с вода. Друг канал – Нахр Бин, свързва Джиср ал-Нараван с Калвадха южно от Багдад. Южно от Джиср ал-Нараван е изграден още един канал— Дияла, отговарящ на сегашното течение на реката, която се влива в Тигър на около 5 км южно от Багдад. Джиср ал-Нараван е богат град на мястото, където Хорасанския път, свързващ Багдад с Централна Азия пресича канала. Запазените описания сочат, че градът е изграден от двете страни на канала, като на всеки бряг има джамии, пазари и кервансараи за пътници и поклонници. Градът е изоставен през XIV век, след като предпочитаното трасе на Хорасанския път се измества на север, през Бакуба.
След Джиср ал-Нараван около канала следват градовете Джиср-Буран, Ярзатия, Абарта и Искаф. След това каналът продължава още 100 км, за да се влее в Тигър в Мадхарая, в близост до съвременния Кут.